# Golpejas
Golpejas és un municipi de la província de Salamanca a la comunitat autònoma de Castella i Lleó. Limita al Nord amb Vega de Tirados, a l'Est amb Carrascal de Barregas, al Sud amb Rollán i a l'Oest amb La Mata de Ledesma i Villarmayor.

## Demografia
| 1991 | 1996 | 2001 | 2004 |
| ---- | ---- | ---- | ---- |
| 235  | 239  | 192  | 187  |